# Philologie computationnelle
Le terme de philologie computationnelle (parfois aussi philologie numérique ou philologie informatique) regroupe les applications possibles de l'ordinateur et du calcul en philologie. Le mot est attesté en français depuis au moins les années 1980, et est parallèle au terme de linguistique computationnelle ou linguistique informatique. La philologie computationnelle fait partie des humanités numériques.
On peut regrouper ses champs de recherche en deux domaines principaux :
1. l'édition des sources anciennes à l'aide de méthodes informatique, depuis l'acquisition des données, avec notamment la Reconnaissance de l'écriture manuscrite, jusqu'à leur représentation numérique, via la modélisation des données et le balisage des textes, utilisant notamment le langage XML et les recommandations de la  Text Encoding Initiative.
2. l'analyse des données textuelles, visant par exemple à établir l'auteur d'un texte (stylométrie), à le dater ou le localiser (dialectométrie) ou a établir les liens des différentes versions qui en existent (à en établir par exemple le stemma codicum, on parle alors de stemmatologie), ou à détecter paraphrase et emprunts textuels dans les sources et la littérature anciennes. Ces analyses ont recours aux méthodes de la statistique et de l'intelligence artificielle.